# إيرو يختونين
إيرو يختونين (بالفنلندية: Eero Lehtonen) هو منافس ألعاب قوى فنلندي، ولد في 21 أبريل 1898 في ميكيلي في فنلندا، وتوفي في 9 نوفمبر 1959 في هلسنكي في فنلندا.

## وصلات خارجية
- إيرو يختونين على موقع اللجنة الأولمبية الدولية (الإنجليزية)
- إيرو يختونين على موقع أوليمبيديا (الإنجليزية)